# Капетанос, Пантелис
Пантели́с Капета́нос (греч. Παντελής Καπετάνος; 8 июня 1983, Птолемаида) — греческий футболист, нападающий.

## Карьера

### Клубная
Свою профессиональную карьеру Капетанос начал в клубе третьего дивизиона Греции «Козани», затем играл в сильных греческих клубах «Ираклис» и АЕК. В 2008 году он перешёл в один из сильнейших румынских клубов «Стяуа», заключив с ним контракт на 1 год, с возможностью его продления ещё на 2 года. В свой первый сезон пребывания в «Стяуа» Капетанос стал лучшим бомбардиром клуба, повторив своё достижение и в следующем сезоне.

### В сборной
В национальной сборной Пантелис Капетанос дебютировал 3 марта 2010 года в матче со сборной Сенегала. Проведя на сегодняшний момент 2 матча за сборную, Капетанос оказался в заявке на чемпионат мира 2010 года.

## Достижения
- Чемпион Румынии: 2011/12, 2013/14
- Обладатель Кубка Румынии: 2010/11

## Личная жизнь
Брат профессионального футболиста Костаса Капетаноса.